# Ghimeș-Făget
Ghimeș-Făget là một xã thuộc hạt Bacău, România. Dân số thời điểm năm 2002 là 5315 người.